# Vézénobres
Vézénobres (okcitansko Vesenòbras) je naselje in občina v južnem francoskem departmaju Gard regije Languedoc-Roussillon. Naselje je leta 2008 imelo 1.694 prebivalcev.

## Geografija
Kraj leži v pokrajini Languedoc 11 km južno od Alèsa.

## Uprava
Vézénobres je sedež istoimenskega kantona, v katerega so poleg njegove vključene še občine Brignon, Brouzet-lès-Alès, Castelnau-Valence, Cruviers-Lascours, Deaux, Euzet, Martignargues, Monteils, Ners, Saint-Césaire-de-Gauzignan, Saint-Étienne-de-l'Olm, Saint-Hippolyte-de-Caton, Saint-Jean-de-Ceyrargues, Saint-Just-et-Vacquières, Saint-Maurice-de-Cazevieille, Saint-Just-et-Vacquières in Seynes z 8.609 prebivalci.
Kanton Vézénobres je sestavni del okrožja Alès.